# Xseed Games
Xseed Games es una compañía estadounidense de videojuegos fundada por los antiguos miembros de Square Enix USA. Más tarde se convirtió en una subsidiaria de la compañía de juegos japonesa Marvelous, que proporciona los servicios de localización y publicación de videojuegos y materiales relacionados.

## Historia
El 15 de abril de 2007, AQ Interactive, Inc. anunció la adquisición de Xseed Games, con transferencia de acciones antes de junio de 2007. El acuerdo se firmó el 24 de abril de 2007 y la transferencia de acciones se completó el 26 de junio de 2007. El 9 de abril de 2008, Xseed Games anunció que unirían fuerzas con Marvelous Entertainment (MMV) para publicar conjuntamente sus juegos en Norteamérica. En el E3 de 2008, MMV USA y Xseed Games distinguieron los juegos que se publicarían conjuntamente según el acuerdo y los juegos que Xseed publicaría por separado.
El 1 de abril de 2009, AQ Interactive anunció que aumentaría su participación en Xseed Games del 55% al 90% el día del anuncio. El 14 de abril de 2010, Xseed Games anunció su asociación con el desarrollador japonés Nihon Falcom para localizar y publicar Ys Seven, Ys: The Oath en Felghana, Ys I & II Chronicles, y Trils in the Sky trilogy para PlayStation Portable en América del Norte.
El 13 de marzo de 2012, Xseed Games anunció que la publicación de Ys: The Oath en Felghana e Ys Origin sería su primer lanzamiento en la plataforma de distribución digital Steam. El 31 de marzo de 2013, la unidad de negocios en línea Atlus Online Division de Index Corporation fue comprada por Marvelous AQL y transferida a Xseed. El 6 de abril de 2013, Xseed Games anunció que su nombre comercial se cambió a Marvelous USA, Inc.

## Juegos
| Título                                               | Desarrolladora(s)                     | Fecha de lanzamiento     | Plataforma           |
| ---------------------------------------------------- | ------------------------------------- | ------------------------ | -------------------- |
| Wild Arms 4                                          | Media.Vision                          | 10 de enero de 2006      | PlayStation 2        |
| Shadow Hearts: From the New World                    | Nautilus                              | 7 de marzo de 2006       | PlayStation 2        |
| Valhalla Knights                                     | K2 LLC Marvelous Entertainment        | 17 de abril de 2007      | PlayStation Portable |
| Dungeon Maker: Hunting Ground                        | Global A Entertainment                | 19 de junio de 2007      | PlayStation Portable |
| Brave Story: New Traveler                            | Game Republic                         | 31 de julio de 2007      | PlayStation Portable |
| Wild Arms 5                                          | Media.Vision                          | 28 de agosto de 2007     | PlayStation 2        |
| Victorious Boxers: Revolution                        | Grand Prix Cavia                      | 16 de octubre de 2007    | Wii                  |
| Wild Arms XF                                         | Media.Vision                          | 11 de marzo de 2008      | PlayStation Portable |
| Valhalla Knights 2                                   | K2 LLC                                | 1 de octubre de 2008     | PlayStation Portable |
| KORG DS-10                                           | Cavia                                 | 4 de noviembre de 2008   | Nintendo DS          |
| Populous DS                                          | Genki                                 | 11 de noviembre de 2008  | Nintendo DS          |
| Retro Game Challenge                                 | indieszero                            | 10 de febrero de 2009    | Nintendo DS          |
| Avalon Code                                          | Matrix Software                       | 10 de marzo de 2009      | Nintendo DS          |
| Rune Factory Frontier                                | Neverland                             | 17 de marzo de 2009      | Wii                  |
| Flower, Sun, and Rain                                | Grasshopper Manufacture h.a.n.d.      | 16 de junio de 2009      | Nintendo DS          |
| Drill Sergeant Mindstrong                            | HI Corporation                        | 22 de junio de 2009      | Wii                  |
| Little King's Story                                  | Cing                                  | 21 de julio de 2009      | Wii                  |
| Valhalla Knights: Eldar Saga                         | K2 LLC                                | 29 de septiembre de 2009 | Wii                  |
| The Wizard of Oz: Beyond the Yellow Brick Road       | Media.Vision                          | 29 de septiembre de 2009 | Nintendo DS          |
| Ju-on: The Grudge                                    | feelplus                              | 13 de octubre de 2009    | Wii                  |
| Half-Minute Hero                                     | Marvelous Entertainment               | 13 de octubre de 2009    | PlayStation Portable |
| The Sky Crawlers: Innocent Aces                      | Project Aces Access Games             | 12 de enero de 2010      | Wii                  |
| Valhalla Knights 2: Battle Stance                    | K2 LLC                                | 21 de enero de 2010      | PlayStation Portable |
| KORG DS-10 Plus                                      | Cavia                                 | 16 de febrero de 2010    | Nintendo DS          |
| Ragnarok DS                                          | GungHo Online Entertainment           | 16 de febrero de 2010    | Nintendo DS          |
| Lunar: Silver Star Harmony                           | Game Arts                             | 2 de marzo de 2010       | PlayStation Portable |
| Fragile Dreams: Farewell Ruins of the Moon           | Namco Bandai Games tri-Crescendo      | 16 de marzo de 2010      | Wii                  |
| Samurai Shodown: Sen                                 | SNK                                   | 30 de marzo de 2010      | Xbox 360             |
| Ys VII                                               | Nihon Falcom                          | 17 de agosto de 2010     | PlayStation Portable |
| Ys VII                                               | Nihon Falcom                          | 30 de agosto de 2017     | Microsoft Windows    |
| Ivy the Kiwi?                                        | Prope                                 | 24 de agosto de 2010     | Nintendo DS          |
| Ivy the Kiwi?                                        | Prope                                 | 24 de agosto de 2010     | Wii                  |
| Ivy the Kiwi? Mini                                   | Prope                                 | 11 de octubre de 2010    | Nintendo DS          |
| Ys III: The Oath in Felghana                         | Nihon Falcom                          | 2 de noviembre de 2010   | PlayStation Portable |
| Ys III: The Oath in Felghana                         | Nihon Falcom                          | 19 de marzo de 2012      | Microsoft Windows    |
| Ys I & II Chronicles                                 | Nihon Falcom                          | 22 de febrero de 2011    | PlayStation Portable |
| Ys I & II Chronicles                                 | Nihon Falcom                          | 14 de febrero de 2013    | Microsoft WIndows    |
| The Legend of Heroes: Trails in the Sky              | Nihon Falcom                          | 29 de marzo de 2011      | PlayStation Portable |
| The Legend of Heroes: Trails in the Sky              | Nihon Falcom                          | 29 de julio de 2014      | Microsoft Windows    |
| Wizardry: Labyrinth of Lost Souls                    | Acquire                               | 2 de junio de 2011       | PlayStation 3        |
| Solatorobo: Red the Hunter                           | CyberConnect2                         | 27 de septiembre de 2011 | Nintendo DS          |
| Fishing Resort                                       | Prope                                 | 21 de noviembre de 2011  | Wii                  |
| Corpse Party                                         | Team GrisGris 5pb.                    | 22 de noviembre de 2011  | PlayStation Portable |
| Corpse Party                                         | Team GrisGris 5pb.                    | 25 de abril de 2016      | Microsoft Windows    |
| Corpse Party                                         | Team GrisGris 5pb.                    | 25 de octubre de 2016    | Nintendo 3DS         |
| Corpse Party                                         | Team GrisGris 5pb.                    | 4 de diciembre de 2017   | Linux                |
| Sumioni: Demon Arts                                  | Acquire                               | 20 de marzo de 2012      | PlayStation Vita     |
| Ys Origin                                            | Nihon Falcom                          | 31 de mayo de 2012       | Microsoft Windows    |
| Unchained Blades                                     | FuRyu                                 | 26 de junio de 2012      | PlayStation Portable |
| Unchained Blades                                     | FuRyu                                 | 3 de enero de 2013       | Nintendo 3DS         |
| The Last Story                                       | Mistwalker AQ Interactive             | 14 de agosto de 2012     | Wii                  |
| Way of the Samurai 4                                 | Acquire                               | 21 de agosto de 2012     | PlayStation 3        |
| Orgarhythm                                           | Acquire Neilo                         | 23 de octubre de 2012    | PlayStation Vita     |
| Ragnarok Odyssey                                     | Game Arts GungHo Online Entertainment | 30 de octubre de 2012    | PlayStation Vita     |
| Corpse Party: Book of Shadows                        | Team GrisGris 5pb.                    | 15 de enero de 2013      | PlayStation Portable |
| Corpse Party: Book of Shadows                        | Team GrisGris 5pb.                    | 29 de octubre de 2018    | Microsoft Windows    |
| Ark of the Ages                                      | Meteorise                             | 1 de marzo de 2013       | Android              |
| Ark of the Ages                                      | Meteorise                             | 29 de marzo de 2013      | iOS                  |
| Pandora's Tower                                      | Ganbarion                             | 16 de abril de 2013      | Wii                  |
| Killer Is Dead                                       | Grasshopper Manufacture               | 27 de agosto de 2013     | PlayStation 3        |
| Killer Is Dead                                       | Grasshopper Manufacture               | 27 de agosto de 2013     | Xbox 360             |
| Rune Factory 4                                       | Neverland                             | 1 de octubre de 2013     | Nintendo 3DS         |
| Valhalla Knights 3                                   | K2 LLC                                | 15 de octubre de 2013    | PlayStation Vita     |
| Senran Kagura Burst                                  | Tamsoft                               | 14 de noviembre de 2013  | Nintendo 3DS         |
| Ys IV: Memories of Celceta                           | Nihon Falcom                          | 26 de noviembre de 2013  | PlayStation Vita     |
| Ys IV: Memories of Celceta                           | Nihon Falcom                          | 25 de julio de 2018      | Microsoft Windows    |
| Ragnarok Odyssey Ace                                 | Game Arts                             | 1 de abril de 2014       | PlayStation Vita     |
| Ragnarok Odyssey Ace                                 | Game Arts                             | 1 de abril de 2014       | PlayStation 3        |
| Bullet Witch                                         | Cavia                                 | 13 de mayo de 2014       | Xbox 360             |
| Bullet Witch                                         | Cavia                                 | 25 de abril de 2018      | Microsoft Windows    |
| Akiba's Trip: Undead & Undressed                     | Acquire                               | 5 de agosto de 2014      | PlayStation 3        |
| Akiba's Trip: Undead & Undressed                     | Acquire                               | 5 de agosto de 2014      | PlayStation Vita     |
| Akiba's Trip: Undead & Undressed                     | Acquire                               | 25 de noviembre de 2014  | PlayStation 4        |
| Akiba's Trip: Undead & Undressed                     | Acquire                               | 26 de mayo de 2015       | Microsoft Windows    |
| Senran Kagura Shinovi Versus                         | Tamsoft                               | 14 de octubre de 2014    | PlayStation Vita     |
| Senran Kagura Shinovi Versus                         | Tamsoft                               | 1 de junio de 2016       | Microsoft Windows    |
| Senran Kagura Bon Appétit!                           | Tamsoft                               | 11 de noviembre de 2014  | PlayStation Vita     |
| Senran Kagura Bon Appétit!                           | Tamsoft                               | 10 de noviembre de 2016  | Microsoft Windows    |
| Brandish: The Dark Revenant                          | Nihon Falcom                          | 13 de enero de 2015      | PlayStation Portable |
| Story of Seasons                                     | Marvelous AQL                         | 31 de marzo de 2015      | Nintendo 3DS         |
| Ys VI: The Ark of Napishtim                          | Nihon Falcom                          | 28 de abril de 2015      | Microsoft Windows    |
| Lord of Magna: Maiden Heaven                         | Marvelous                             | 2 de junio de 2015       | Nintendo 3DS         |
| Onechanbara Z2                                       | Tamsoft                               | 21 de julio de 2015      | PlayStation 4        |
| Senran Kagura 2: Deep Crimson                        | Tamsoft                               | 15 de septiembre de 2015 | Nintendo 3DS         |
| Corpse Party: Blood Drive                            | Team GrisGris 5pb.                    | 13 de octubre de 2015    | PlayStation Vita     |
| Corpse Party: Blood Drive                            | Team GrisGris 5pb.                    | TBA                      | Microsoft Windows    |
| The Legend of Heroes: Trails in the Sky SC           | Nihon Falcom                          | 29 de octubre de 2015    | PlayStation Portable |
| The Legend of Heroes: Trails in the Sky SC           | Nihon Falcom                          | 29 de octubre de 2015    | Microsoft Windows    |
| Earth Defense Force 2: Invaders from Planet Space    | Sandlot                               | 8 de diciembre de 2015   | PlayStation Vita     |
| Earth Defense Force 4.1: The Shadow of New Despair   | Sandlot                               | 8 de diciembre de 2015   | PlayStation 4        |
| The Legend of Heroes: Trails of Cold Steel           | Nihon Falcom                          | 22 de diciembre de 2015  | PlayStation 3        |
| The Legend of Heroes: Trails of Cold Steel           | Nihon Falcom                          | 22 de diciembre de 2015  | PlayStation Vita     |
| The Legend of Heroes: Trails of Cold Steel           | Nihon Falcom                          | 2 de agosto de 2017      | Microsoft Windows    |
| The Legend of Heroes: Trails of Cold Steel           | Nihon Falcom                          | 26 de marzo de 2019      | PlayStation 4        |
| Nitroplus Blasterz: Heroines Infinite Duel           | Examu                                 | 2 de febrero de 2016     | PlayStation 3        |
| Nitroplus Blasterz: Heroines Infinite Duel           | Examu                                 | 2 de febrero de 2016     | PlayStation 4        |
| Nitroplus Blasterz: Heroines Infinite Duel           | Examu                                 | 8 de diciembre de 2016   | Microsoft Windows    |
| Return to PoPoLoCrois: A Story of Seasons Fairytale  | Epics                                 | 1 de marzo de 2016       | Nintendo 3DS         |
| Senran Kagura Estival Versus                         | Tamsoft                               | 15 de marzo de 2016      | PlayStation 4        |
| Senran Kagura Estival Versus                         | Tamsoft                               | 15 de marzo de 2016      | PlayStation Vita     |
| Senran Kagura Estival Versus                         | Tamsoft                               | 17 de marzo de 2017      | Microsoft Windows    |
| Little King's Story                                  | Cing                                  | 5 de agosto de 2016      | Microsoft Windows    |
| The Legend of Heroes: Trails of Cold Steel II        | Nihon Falcom                          | 6 de septiembre de 2016  | PlayStation 3        |
| The Legend of Heroes: Trails of Cold Steel II        | Nihon Falcom                          | 6 de septiembre de 2016  | PlayStation Vita     |
| The Legend of Heroes: Trails of Cold Steel II        | Nihon Falcom                          | 14 de febrero de 2018    | Microsoft Windows    |
| The Legend of Heroes: Trails of Cold Steel II        | Nihon Falcom                          | 2019                     | PlayStation 4        |
| Touhou: Scarlet Curiosity                            | Ankake Spa                            | 20 de septiembre de 2016 | PlayStation 4        |
| Touhou: Scarlet Curiosity                            | Ankake Spa                            | 11 de julio de 2018      | Microsoft Windows    |
| Exile's End                                          | Magnetic Realms                       | 25 de octubre de 2016    | PlayStation Vita,    |
| Exile's End                                          | Magnetic Realms                       | 25 de octubre de 2016    | PlayStation 4        |
| Exile's End                                          | Magnetic Realms                       | 22 de noviembre de 2016  | Wii U                |
| Xanadu Next                                          | Nihon Falcom                          | 3 de noviembre de 2016   | Microsoft Windows    |
| Shantae: Half-Genie Hero                             | WayForward                            | 20 de diciembre de 2016  | Wii U                |
| Shantae: Half-Genie Hero                             | WayForward                            | 20 de diciembre de 2016  | PlayStation 4        |
| Shantae: Half-Genie Hero                             | WayForward                            | 20 de diciembre de 2016  | PlayStation Vita     |
| Shantae: Half-Genie Hero                             | WayForward                            | 8 de mayo de 2018        | Nintendo Switch      |
| Fate/Extella: The Umbral Star                        | Marvelous                             | 17 de enero de 2017      | PlayStation 4        |
| Fate/Extella: The Umbral Star                        | Marvelous                             | 17 de enero de 2017      | PlayStation Vita     |
| Fate/Extella: The Umbral Star                        | Marvelous                             | 25 de julio de 2017      | Microsoft Windows    |
| Fate/Extella: The Umbral Star                        | Marvelous                             | 25 de julio de 2017      | Nintendo Switch      |
| Story of Seasons: Trio of Towns                      | Marvelous                             | 28 de febrero de 2017    | Nintendo 3DS         |
| The Legend of Heroes: Trails in the Sky the 3rd      | Nihon Falcom                          | 3 de mayo de 2017        | Microsoft Windows    |
| Akiba's Beat                                         | Acquire                               | 16 de mayo de 2017       | PlayStation 4        |
| Akiba's Beat                                         | Acquire                               | 16 de mayo de 2017       | PlayStation Vita     |
| Senran Kagura: Peach Beach Splash                    | Tamsoft                               | 26 de septiembre de 2017 | PlayStation 4        |
| Senran Kagura: Peach Beach Splash                    | Tamsoft                               | 7 de marzo de 2018       | Microsoft Windows    |
| Zwei: The Ilvard Insurrection                        | Nihon Falcom                          | 31 de octubre de 2017    | Microsoft Windows    |
| Zwei: The Arges Adventure                            | Nihon Falcom                          | 24 de enero de 2018      | Microsoft Windows    |
| Freedom Planet                                       | GalaxyTrail                           | 30 de agosto de 2018     | Nintendo Switch      |
| Senran Kagura Reflexions                             | Tamsoft                               | 13 de septiembre de 2018 | Nintendo Switch      |
| Gal Metal                                            | DMM Games                             | 30 de octubre de 2018    | Nintendo Switch      |
| Gungrave VR                                          | Red/Development                       | 11 de diciembre de 2018  | PlayStation 4        |
| Gungrave VR                                          | Red/Development                       | 6 de marzo de 2019       | Microsoft Windows    |
| Gungrave VR U.N                                      | Red/Development                       | 11 de diciembre de 2018  | PlayStation 4        |
| Gungrave VR U.N                                      | Red/Development                       | 6 de marzo de 2019       | Microsoft Windows    |
| London Detective Mysteria                            | Karin Entertainment                   | 18 de diciembre de 2018  | PlayStation Vita     |
| London Detective Mysteria                            | Karin Entertainment                   | TBA                      | Microsoft Windows    |
| Senran Kagura Burst Re:Newal                         | Tamsoft                               | 22 de enero de 2019      | Microsoft Windows    |
| Senran Kagura Burst Re:Newal                         | Tamsoft                               | 22 de enero de 2019      | PlayStation 4        |
| Fate/Extella Link                                    | Marvelous                             | 19 de marzo de 2019      | PlayStation 4        |
| Fate/Extella Link                                    | Marvelous                             | 19 de marzo de 2019      | PlayStation Vita     |
| Fate/Extella Link                                    | Marvelous                             | 19 de marzo de 2019      | Microsoft Windows    |
| Fate/Extella Link                                    | Marvelous                             | 19 de marzo de 2019      | Nintendo Switch      |
| Corpse Party: Sweet Sachiko's Hysteric Birthday Bash | MAGES inc 5pb.                        | 10 de abril de 2019      | Microsoft Windows    |
| Sakuna: Of Rice and Ruin                             | Edelweiss                             | 2019                     | Microsoft Windows    |
| Sakuna: Of Rice and Ruin                             | Edelweiss                             | 2019                     | PlayStation 4        |
| Corpse Party 2                                       | Team GrisGris                         | 2019                     | Microsoft Windows    |
| Rune Factory 4 Special                               | Marvelous                             | 2019                     | Nintendo Switch      |
| Senran Kagura Peach Ball                             | Honey Parade Games                    | 2019                     | Nintendo Switch      |
| Rune Factory 5                                       | Marvelous                             | TBA                      | Nintendo Switch      |